# Yokohama Flügels 1995
Questa voce raccoglie le informazioni riguardanti lo Yokohama Flügels nelle competizioni ufficiali della stagione 1995.

## Stagione
Classificatosi tredicesimo nella J. League e uscito al secondo turno in Coppa dell'Imperatore per mano dei futuri vincitori del Nagoya Grampus Eight, lo Yokohama Flügels continuò a ottenere buoni risultati in campo internazionale vincendo la Supercoppa d'Asia e arrivando fino alle semifinali di Coppa delle Coppe asiatica, dove fu fermato dai connazionali del Bellmare Hiratsuka.

## Rosa
| N. |                     | Ruolo | Calciatore         |
| -- | ------------------- | ----- | ------------------ |
| -  | Giappone (bandiera) | P     | Seigō Narazaki     |
| -  | Giappone (bandiera) | P     | Ryoma Sugihara     |
| -  | Giappone (bandiera) | P     | Masahiko Nakagawa  |
| -  | Giappone (bandiera) | P     | Hiroshi Sato       |
| -  | Giappone (bandiera) | P     | Atsuhiko Mori      |
| -  | Giappone (bandiera) | D     | Atsuhiro Iwai      |
| -  | Giappone (bandiera) | D     | Junji Koizumi      |
| -  | Giappone (bandiera) | D     | Nobuyuki Oishi     |
| -  | Giappone (bandiera) | D     | Hiroshi Hirakawa   |
| -  | Giappone (bandiera) | D     | Koichi Togashi     |
| -  | Giappone (bandiera) | D     | Naoto Ōtake        |
| -  | Giappone (bandiera) | D     | Ippei Watanabe     |
| -  | Giappone (bandiera) | D     | Norihiro Satsukawa |
| -  | Giappone (bandiera) | D     | Ichizō Nakata      |
| -  | Giappone (bandiera) | D     | Hiroki Azuma       |
| -  | Giappone (bandiera) | D     | Masaaki Takada     |
| -  | Giappone (bandiera) | C     | Motohiro Yamaguchi |
| -  | Giappone (bandiera) | C     | Masakiyo Maezono   |
| -  | Brasile (bandiera)  | C     | César Sampaio      |
| -  | Giappone (bandiera) | C     | Yoshiyuki Sakamoto |

| N. |                     | Ruolo | Calciatore            |
| -- | ------------------- | ----- | --------------------- |
| -  | Brasile (bandiera)  | C     | Rodrigo Batata        |
| -  | Giappone (bandiera) | C     | Takeo Harada          |
| -  | Brasile (bandiera)  | C     | Zinho                 |
| -  | Giappone (bandiera) | C     | Hideki Katsura        |
| -  | Giappone (bandiera) | C     | Atsuhiro Miura        |
| -  | Brasile (bandiera)  | C     | Evair                 |
| -  | Giappone (bandiera) | A     | Hideki Yoshioka       |
| -  | Giappone (bandiera) | A     | Ryō Adachi            |
| -  | Giappone (bandiera) | A     | Takashi Kawamura      |
| -  | Giappone (bandiera) | A     | Osamu Maeda           |
| -  | Giappone (bandiera) | A     | Shuji Kusano          |
| -  | Giappone (bandiera) | A     | Hideaki Kaetsu        |
| -  | Giappone (bandiera) | A     | Satoshi Yoneyama      |
| -  | Giappone (bandiera) | A     | Seiichiro Okuno       |
| -  | Paraguay (bandiera) | A     | Raúl Vicente Amarilla |
| -  | Giappone (bandiera) | A     | Hiroki Hattori        |
| -  | Giappone (bandiera) | A     | Shinya Mitsuoka       |
| -  | Giappone (bandiera) | A     | Yasuhiro Hato         |
| -  | Giappone (bandiera) | A     | Yoshikiyo Kuboyama    |
| -  | Giappone (bandiera) | A     | Takayuki Yoshida      |

## Statistiche

### Statistiche di squadra
| Competizione          | Punti | Totale | Totale | Totale | Totale | Totale | DR  |
| Competizione          | Punti | G      | V      | P      | Gf     | Gs     | DR  |
| --------------------- | ----- | ------ | ------ | ------ | ------ | ------ | --- |
| J. League             | 108   | 52     | 35     | 17     | 106    | 62     | +44 |
| Coppa dell'Imperatore | -     | 2      | 1      | 1      | 4      | 6      | -2  |
| Coppa delle Coppe AFC | -     | 5      | 4      | 1      | 18     | 6      | +12 |
| Totale                | -     | 59     | 40     | 19     | 128    | 74     | +54 |

### Statistiche dei giocatori
| Giocatore | J. League | J. League | Coppa dell'Imperatore | Coppa dell'Imperatore | Totale   | Totale |
| Giocatore | Presenze  | Reti      | Presenze              | Reti                  | Presenze | Reti   |
| --------- | --------- | --------- | --------------------- | --------------------- | -------- | ------ |
| Azuma     | 2         | -         | -                     | -                     | 2        | -      |
| Evair     | 36        | 15        | 2                     | 1                     | 38       | 16     |
| Harada    | 25        | 3         | 2                     | -                     | 27       | 3      |
| Hato      | 9         | -         | 1                     | -                     | 10       | -      |
| Hattori   | 23        | 3         | -                     | -                     | 23       | 3      |
| Hirakawa  | 13        | 1         | -                     | -                     | 13       | 1      |
| Iwai      | 38        | -         | -                     | -                     | 38       | -      |
| Kaetsu    | 6         | 2         | -                     | -                     | 6        | 2      |
| Katsura   | 8         | -         | 2                     | -                     | 10       | -      |
| Kuboyama  | 4         | 1         | -                     | -                     | 4        | 1      |
| Koizumi   | 15        | -         | 2                     | -                     | 17       | -      |
| Maeda     | 29        | 8         | 2                     | -                     | 31       | 8      |
| Maezono   | 40        | 7         | 2                     | -                     | 42       | 7      |
| Miura     | 51        | 6         | 2                     | 1                     | 53       | 7      |
| Mitsuoka  | 9         | 2         | 1                     | -                     | 10       | 2      |
| Mori      | 27        | -         | -                     | -                     | 27       | -      |
| Nakata    | 8         | -         | -                     | -                     | 8        | -      |
| Narazaki  | 23        | -         | 2                     | -                     | 25       | -      |
| Oishi     | 1         | -         | -                     | -                     | 1        | -      |
| Okuno     | 16        | -         | -                     | -                     | 16       | -      |
| Otake     | 39        | -         | 2                     | -                     | 41       | -      |
| Rodrigo   | 22        | -         | 5                     | -                     | 27       | -      |
| Sampaio   | 32        | -         | 2                     | 1                     | 34       | 1      |
| Sato      | 2         | -         | -                     | -                     | 2        | -      |
| Satsukawa | 14        | -         | -                     | -                     | 14       | -      |
| Takada    | 17        | 1         | -                     | -                     | 17       | 1      |
| Togashi   | 1         | -         | -                     | -                     | 1        | -      |
| Watanabe  | 25        | 1         | -                     | -                     | 25       | 1      |
| Yamaguchi | 41        | 3         | 1                     | -                     | 42       | 3      |
| Yoneyama  | 18        | -         | -                     | -                     | 18       | -      |
| Yoshida   | 28        | 3         | 2                     | -                     | 30       | 3      |
| Yoshioka  | 6         | -         | -                     | -                     | 6        | -      |
| Zinho     | 41        | 14        | 2                     | 1                     | 43       | 15     |